# Murilo Krieger
Murilo Sebastião Ramos Krieger (Brusque, Santa Catarina, Brasil, 19 de septiembre de 1943) es un arzobispo católico, lingüista, profesor, filósofo y teólogo brasileño.
Fue Arzobispo de San Salvador de Bahía entre 2011 y 2020, cuando pasó a ser el arzobispo emérito.
También desde abril de 2015 es el vicepresidente de la Conferencia Nacional de los Obispos del Brasil (CNBB).

## Formación y sacerdocio
Nacido en el municipio brasileño de Brusque en el Estado de Santa Catarina, el día 19 de septiembre de 1943.
Proviene de ascendencia alemana.
Completó su educación básica en el Seminario Sacerdotal de los Sacerdotes del Sagrado Corazón de Jesús (S.C.I.) en Corupá. Después estudió Filosofía en su pueblo natal y Teología en el Instituto Teológico de su congregación en Taubaté. Más tarde, en 1972 se licenció en Letras por la Facultad Filosófica Nuestra Señora Mediadora de São Paulo.
Durante esa época estuvo preparando su noviciado en los Sacerdotes del Sagrado Corazón, con los cuales profesó sus votos monásticos el 2 de febrero de 1964 y años más tarde, el 7 de diciembre de 1969 fue ordenado sacerdote para la Arquidiócesis de Florianópolis, por el entonces arzobispo metropolitano monseñor Afonso Niehues.
Tras su ordenación inició su ministerio como pastor de la Iglesia del Sagrado Corazón de Jesús en Taubaté.
Luego de 1971 a 1973 se dedicó a fundar la conocida Comunidad Católica Shalom.
Desde 1974 a 1979 fue el Rector del instituto teólogo en el que estudió, en 1980 marchó durante un año a Italia para asistir a cursos de espiritualidad en diferentes universidades pontificias de Roma y a su regreso fue elegido Superior Provincial de la Región Sur de Brasil.

## Episcopado
El 16 de febrero de 1985 fue nombrado por el Papa Juan Pablo II como Obispo auxiliar de Florianópolis y Obispo titular de la Sede de Lysinia.
Recibió la consagración episcopal el 28 de abril del mismo año, a manos de monseñor Alfonso Niehues que lo ordenó sacerdote y tuvo como co-consagrantes al entonces Obispo de Lages monseñor Honorato Piazera y al entonces Obispo de São José dos Campos y hoy en día cardenal monseñor Eusébio Oscar Scheid.
Al ascender al episcopado por primera vez, además de eleigir su escudo, escogió como lema "Deus Caritas Est" (en latín)-(Dios es amor - 1 Jn 4:16).
Después, el 8 de mayo de 1991 fue elegido Obispo de la Diócesis de Ponta Grossa, tomando posesión oficial el día 22 de junio.
Posteriormente, el 7 de mayo de 1997 pasó a ser Arzobispo de la Arquidiócesis de Maringá y el 20 de febrero del 2002 se convirtió en Arzobispo de Florianópolis.
Actualmente desde el día 12 de enero de 2011, tras haber sido nombrado por el Papa Benedicto XVI, es el nuevo Arzobispo Metropolitano de Salvador de Bahía y Primado de Brasil, sustituyendo al cardenal monseñor Geraldo Majella Agnelo que se ha retirado por razones de edad.
Asumió este nuevo cargo el 25 de marzo, durante una eucaristía celebrada en la Primada-Catedral Basílica de San Salvador.
Al mismo tiempo en la Conferencia Nacional de los Obispos del Brasil (CNBB), es desde el 25 de junio del mismo año, miembro de la Comisión Episcopal Pastoral para la Doctrina de la Fe y Presidente de la Comisión para la Campaña de la Evangelización. En mayo de 2012 el cardenal Robert Sarah lo nombró miembro de la Fundación autónoma «Populorum progressio».
También el 20 de abril de 2015 tras elegido por votación, asumió la vicepresidencia de la conferencia episcopal.
Cabe destacar que entre el 12 y 17 de febrero fue uno de los principales acompañantes del Papa Francisco, durante la visita pastoral a México.

## Obras publicadas
- Shalom, a Paz ao Alcance da Juventude
- Deixa Meu Povo Ir (1988)
- Peregrinos do Reino-Cidadãos do Mundo (Ed. Santuário)
- Apascenta Minhas Ovelhas (Ed. Santuário)
- Alegre-se: Deus é Amor! (Loyola)
- O Primeiro, o Último, o Único Natal (Loyola)
- Com Maria, a mãe de Jesus (Paulinas)
- Um mês com maria (Paulinas)
- Maria na Piedade Popular (Paulus)
- Os meios de Comunicação a Serviço da Igreja (Canção Nova)

Además escribe mensualmente para las revistas Mensageiro do Coração de Jesus (São Paulo-SP), Brasil Cristão (Valinhos-SP) y para Jornal da Arquidiocese (Florianópolis-SC).